# 라흐티 L-39
라흐티 L-39(핀란드어: Lahti L-39)는 핀란드의 반자동 대전차총으로, 겨울 전쟁, 제2차 세계 대전에서 쓰였다. 큰 탄창과 대전차총탄으로 급탄을 했던 이유로 상당히 반동이 심했으며, 치수 자체도 휴대성이 어렵게 제작되었고, 그래서 전선의 병사들에게 'Norsupyssy'('코끼리총'이라는 핀란드어) 라는 별칭을 얻었다. 실제로 한 발의 20mm 총탄을 발사하는데 총열 안의 최고 압력이 3000파스칼이나 되었는데, 완충기가 겨우 총수의 어깨와 총의 개머리판 사이에 패딩 하나 있는 식이니 총수에게의 파급효과가 심각했으며, 한 발 발사시에 총수의 상체가 반동에 의해 15cm 정도나 뒤로 밀려갔다고 한다. 이런 약점을 가지기는 했어도 병사들 사이에서 신뢰성과 명망이 높았던 무기이다.

## 역사
라흐티는 3주동안 설계도안을 제작해 1939년 5월 5일 완성했으며, 곧 12.7mm 와 20mm 두 개의 프로토타입이 테스트를 받았다. 원래 본 계획은 .50구경탄인 12.7mm 구경탄을 사용하자는 것이었으나 라흐티에 의해 무시되었는데, 더 큰 구경인 20mm 탄을 원했기 때문이다. 20mm 대전차총의 탄구속도가 장갑을 제대로 관통할 수 없으리라 생각했던 장교들은 소구경을 원했으나 1939년 두 구경의 화력시험 후에 장교들은 20mm 가 더 관통력이 좋다는 사실을 알게 되었다. 이후 L-39라고 명명되어 12.7mm를 제치고 채택된 20mmx138 탄환을 사용하는 최초의 양산형이 VKT(핀란드어: Valtion Kivääritehdas, 국립 총기공장)에서 1940년 4월 10일에 10정이 생산되었고, 이후 총 1,906정이 생산되었다.
겨울 전쟁 동안 핀란드 육군은 대전차총류 화기가 절대적으로 부족해서 전쟁 발발 당시만 해도 겨우 두 정의 프로도타입 만이 생산된 20mm L-39 대전차총과 소정의 자체 제작형 13mm 대전차총을 소유하고 있었다. 핀란드군이 마침내 20mm 대전차총을 택하여 양산하고 있을 당시에는 이미 겨울전쟁이 종결되고 있던 시기였고 따라서 겨울전쟁 당시 L-39는 전혀 배치되지 않았다.
제2차 소련-핀란드 전쟁 동안에는 약 1,800정이 L-39가 사용되었다. L-39는 처음엔 구식 소련군 장갑차에게는 유용한 병기였으나 1941년부터 T-34 나 KV-1 같은 새로운 소련 전차들이 등장하면서 장갑을 관통시키는 것이 불가능해졌다. 그래서 일반 L-39보다 더 사정반경이 늘어나는 식으로 야전에서의 급조가 이루어져 사용되었고, 몇몇 일선부대에서는 대공포 형식의 L-39/44가 개발되기 전까지는 대공병기로 임시 급조되어 사용되기도 하였다. 그러나 L-39는 1942년부터 1944년까지 여전히 전장에서 벙커, 장사정 목표물, 측면이 약한 경전차들이나 항공기에 대항하는데 효과적이었다. 특히 1943년부터 총기의 우수한 정확성으로 숙련된 저격수들을 이용하거나 대공용으로 개조한 L-39를 이용해 조종사나 저고도의 IL-2 슈트로모비크의 기관총수를 사살하는 경우도 있었으나 이러한 사례는 희귀했다. 이런 성능으로 대공용으로도 제식화하여 사용하기 손색 없다는 핀란드군의 평가로 1944년 여름에 완자동 방식의 라흐티 L-39/44 대공포형이 300정 생산되었다. 이와 함께 L-39용으로, 나무 그루터기에 장착할 수 있는 특별한 대공용 마운트와 200-1400m 의 밝기를 가진 서치라이트도 동시에 생산되었다.
그러나 L-39는 너무 중량이 크고 전장에서 기동하기 어려웠는데, 탄창만 해도 수오미 기관단총보다 2kg 더 무거운 6.2kg 정도나 되었다. 전체 병기의 중량은 어림잡아 50kg 정도라 순록이나 말로 잡아끌고 당기거나, 전장에서는 두 명의 병사로 구성된 팀이 L-39를 운반했다. 그러므로 고장난 L-39는 그냥 전장에 방치할 수밖에 없었다.

2차대전 종전까지 총 1,906정의 L-39가 생산되었고, 이 중 총 약 1,800정이 전장에서 사용되었다. L-39가 가장 대규모로 운용된 시기는 1944년 소련군의 공격 전이었는데 이때 핀란드군은 1,789정의 L-39를 보유하고 있었으며, 1944년 여름부터는 한 명의 병사가 긴 거리를 끌고 후퇴하기에는 병기가 너무 무거웠기 때문에 상당한 수의 L-39가 버려졌다.
전쟁 후 핀란드군은 여전히 약 1,650정의 L-39를 가지고 있었으며, 1951년까지 1,333정이 남아 있었다. 베트남전 동안 헬리콥터가 전장의 요소 중 하나가 될 것이라고 인식한 핀란드군에서는 예비역이기는 하지만 대헬리콥터 화기와 대공용 화기로 약간의 L-39가 사용하기도 하였다. 이런 용도로 L-39는 1988년까지 사용되고 그 이후로는 폐기되어 현재 L-39는 컬렉터들의 수집품, 박물관행으로 남게 되었다. 핀란드군이 L-39를 매각할 당시 미국의 컬렉터들이 가장 많이 L-39를 구매했는데, 핀란드 국방부를 통해 약 1,000정 가량에 20mm 총탄만 20만발이 수출되었다. 당시 미국과의 거래가격은 총기 자체는 99$ 에 완벽한 목재재질 운송 케이스, 도구와 수리 키트, 총열 커버, 4개의 상자의 8개 탄창, 20mm 총탄 100발을 모두 합쳐 84.99$였다고 한다. 오늘날 L-39는 희귀총기로 대접받고 있으며 이따금씩 매물되는 물건들의 평균 가격이 10,000$ 라고 한다.

## 라흐티 L-39/44
라흐티 L-39/44는 2각/3각 대공용 마운트와 특수하게 제작된 시야계를 장비했다. 프로도타입은 1944년 1월-2월 사이에 제작되었으며, 마운트는 끼워 넣기 적합한 막대기의 위쪽 끝에 병기를 설치하는 식의 간단한 구조로 제조되었다. 총 생산량은 325정이며 1951년 남아있는 L-39/44 의 수는 약 322정이었다. 1950년대 핀란드군은 L-39/44를 개선하기 위해 부단한 노력을 했는데, 이 작업 중 L-39/54 와 L39/ST-55 라는 두 개의 프로도타입이 제작되었다. 이 프로도타입은 1분당 발사속도와 총의 내구성을 늘리는 것이 목표였으며, 실험 결과 발사 속도를 증가시키는 데는 성공했으나 내구성이 매우 약하다는 것이 드러났다. 1956년에 행해진 테스트에서는 겨우 250발을 발사한 후에 볼트 복열 장치가 파손되는 증세가 보였다고 한다. 더욱이 당시 개발하던 새로운 20mm 대공포와 비교했을 때 결점이 너무 많아서, 결국 1956년 L-39/44 후기형의 개발을 중단하기로 결정했으며 남은 L-39/44는 훈련에 사용하기 위해 보류되었다가 L-39로 전환 배치하기 위해 다시 변형되었다.

## 같이 보기
- 대전차소총
- 보이스 대전차소총
- 덱탸료프 대전차소총
- PTRS-41
- 97식 자동포